# シリストラ
シリストラ（Silistra (ブルガリア語: Силистра [siˈlistrɐ]; トルコ語: Silistre; ルーマニア語: Dârstor)）は、ブルガリア北東部、ドナウ川沿い位置する港町で、シリストラ州の州都である。ルーマニアと国境を接している。ブルガリア北東部の中心都市である。ローマ時代には、ドゥロストルム（Durostorum）と呼ばれていた。